# Terminal Intermodal Porta Susa
O Terminal Intermodal Porta Susa, ou Estação Porta Susa, é um intercambiador de transportes de Turim em que confluem a linha 1 do metrô, diversas linhas de ônibus e bondes e serviços ferroviários diversos. Localiza-se no centro da cidade.

## Estação ferroviária
A Estação Torino Porta Susa é a segunda mais importante da região, recebendo diversos serviços ferroviários regionais, de longo percurso e internacionais.

### História
A estação atual é nova, tendo sido inaugurada em 2011, como substituição da antiga Porta Susa, um edifício modesto inaugurado em 1856 que não suportava mais sua demanda. A antiga estação fora inaugurada na linha Turim-Chivasso-Milão, sendo uma estação-passante, em vez da estação-terminal de Porta Nuova, e contava com 6 plataformas e alguns desvios.
Nos anos 1980, foi projetado o mergulhão ferroviário de Turim, um plano urbanístico que pretendia enterrar as vias férreas que passavam pela cidade; junto dele, planejou-se uma nova estação ferroviária passante, vizinha à antiga Porta Susa, subterrânea, de modo a atender às novas vias: ter plataformas passantes garantiria um nível de flexibilidade operacional considerável, complementando Porta Nuova, tornando esta estação indispensável.
Após mais de 20 anos de obras, em 2009 foram inauguradas as primeiras vias férreas enterradas, entre Porta Susa e Dora, com a nova estação subterrânea de Porta Susa abrindo pouco depois, em 2011. As obras foram completamente finalizadas em 2012.

### Arquitetura
A estação é feita de chapas de vidro e treliças metálicas, formando um arco sobre seu longo saguão principal. Conta com iluminação e ventilação naturais, através dos vidros e de vãos entre as chapas, e células fotovoltaicas instaladas sobre parte da cobertura, sendo por isso agraciada com os prêmios Eurosolar 2012 e European Steel Design em 2013.
Do ponto de vista funcional, possui três níveis acessíveis ao público, o nível da rua, um primeiro subsolo onde estão localizadas bilheterias, lanchonetes e sanitários e um segundo subsolo onde estão as plataformas propriamente ditas. Para passar de uma plataforma a outra, há passarelas integradas ao primeiro subsolo, com escadas rolantes e elevadores para cada plataforma.
Em 2013, ganhou também o prêmio de melhor estação da União Europeia no European Rail Congress, sendo melhor avaliada que a remodelada King's Cross St. Pancras, na Inglaterra.

### Serviços ferroviários
Na estação, prestam serviços as estatais Trenitalia e SNCF, além dos trens de alta velocidade da empresa Italo, com serviços metropolitanos, regionais, de longo percurso, de alta velocidade e internacionais para a França.
Recebe mais de 100 trens diários, com predominância do SFM, Serviço Ferroviário Metropolitano, pois nela confluem 5 das 6 linhas do sistema.
Nos arredores da estação, também há o terminal rodoviário da rua Bolzano, um dos principais da cidade.

### Amenidades
Estão presentes na estação alguns restaurantes e bilheterias, além de sanitários pagos e uma delegacia de polícia.
Possui também um estacionamento integrado, que foi inaugurado em 2016.

## Estação metroviária

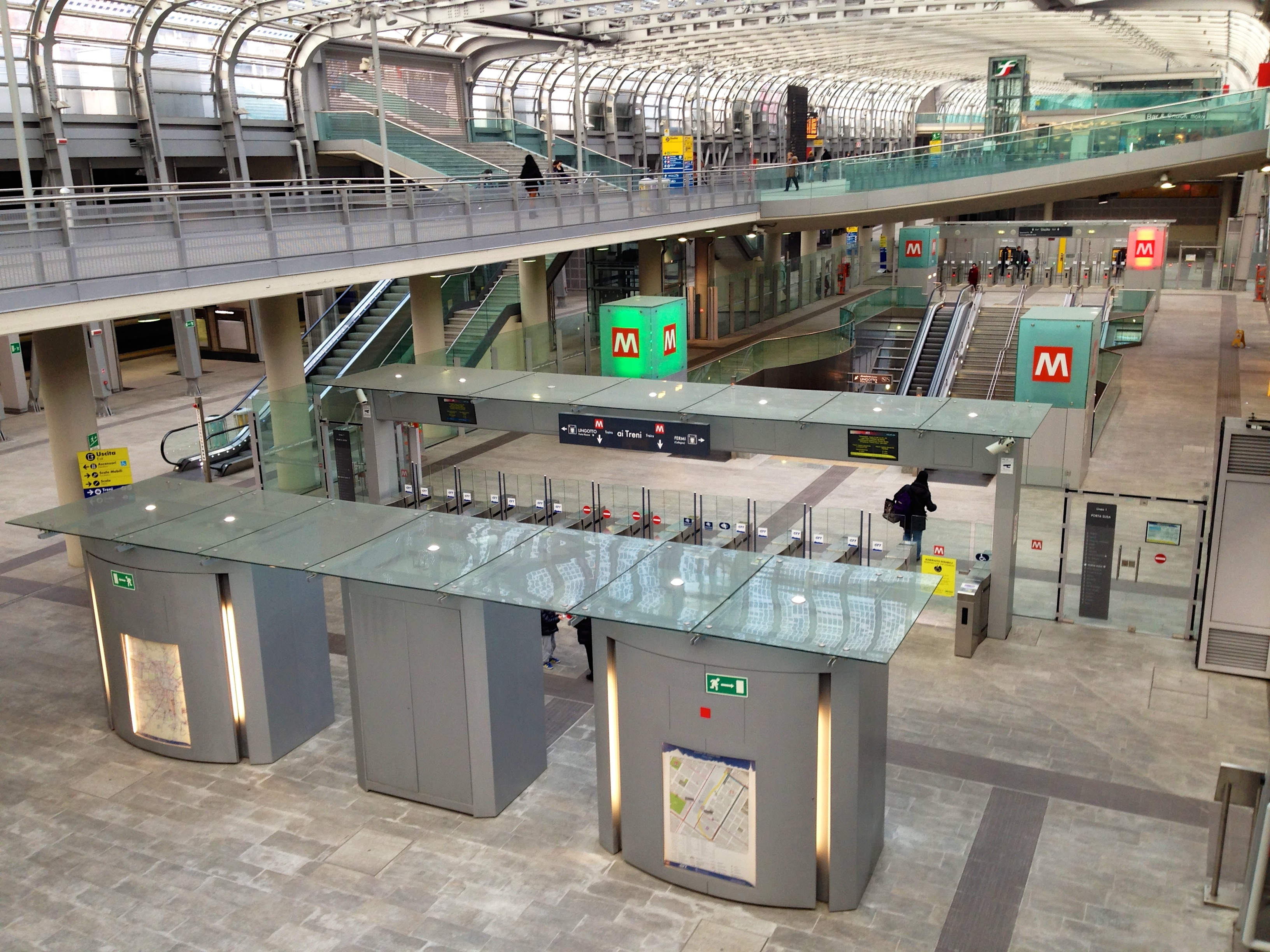
Acesso da estação do metrô, no saguão principal da estação ferroviária

A estação Porta Susa, da linha 1 do metrô de Turim, é subterrânea e ligada diretamente ao saguão de entrada de sua homônima ferroviária. Sua construção foi concluida em 2007, mas somente foi inaugurada em 2011, devido às interferências que a obra da nova estação ferroviária impuseram. De 2007 a 2011, portanto, a estação XVIII Dicembre era a mais próxima à antiga Porta Susa, ainda em operação; por este motivo, nas placas da estação XVIII Dicembre há a indicação de conexão com Porta Susa, até os dias atuais.
Foi construída e é operada pelo GTT, Gruppo Torinese Trasporti.
Conta com escadas rolantes, bloqueios acessíveis, bilheteria automática e elevadores, além de painéis de estimativa de chegada do próximo trem.